# Ульянка (исторический район)
Улья́нка — исторический район на юго-западе Санкт-Петербурга (с XX века часть Кировского района города).

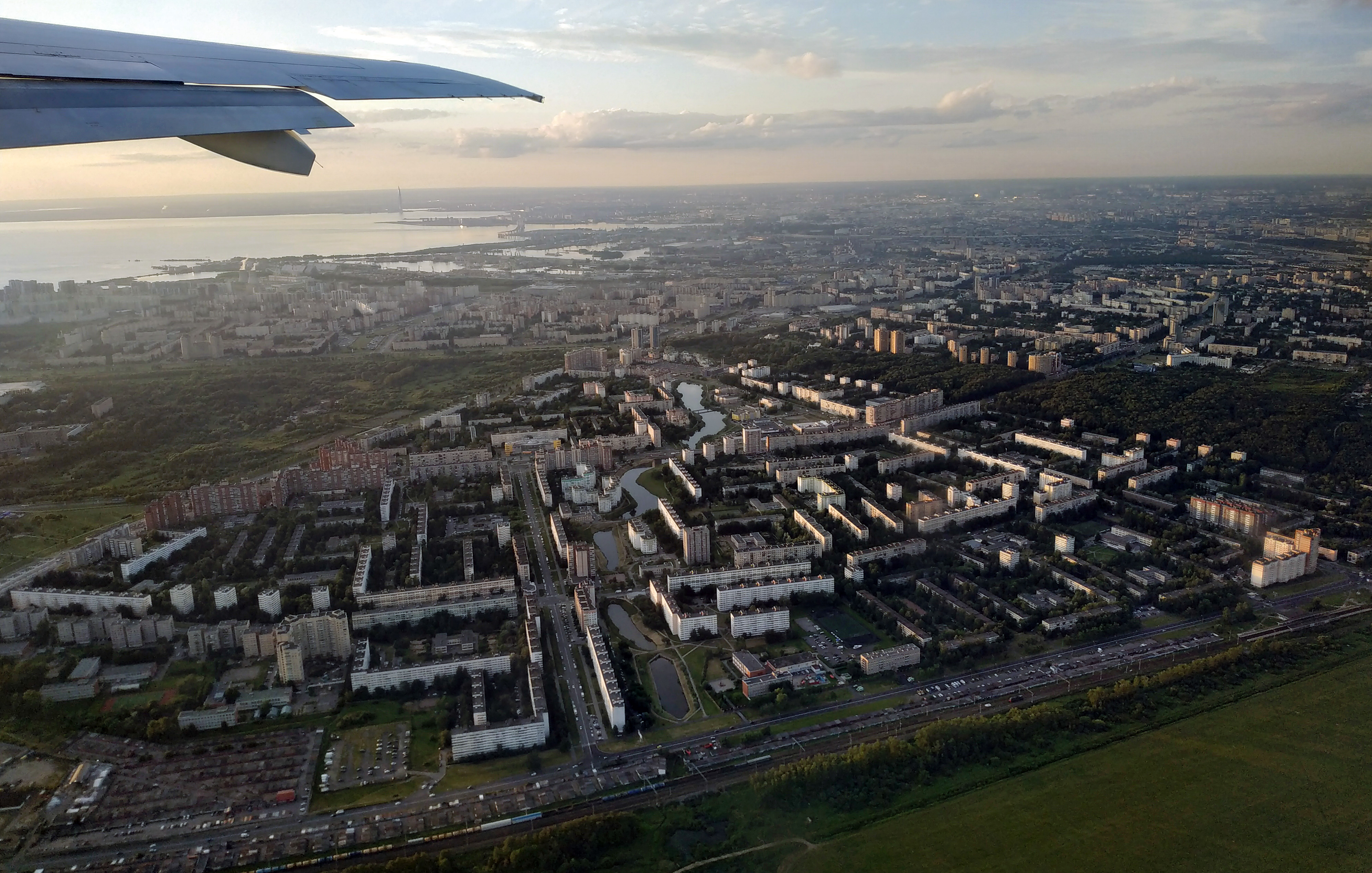
Вид на Ульянку с самолёта

## История
Достоверных сведений о происхождении названия нет. Возможно, это переозвученное на русский лад финское название Уляля. Небольшая деревня с таким названием отмечена на географическом чертеже Ижорской земли, составленном в начале XVIII века Адрианом Шхонбеком, в районе Ульянки. Известно, что в 1740-х годах напротив усадьбы главы Тайной канцелярии Андрея Ушакова на Петергофской дороге стоял «двор трактирщика иноземца Ульяна Ульянова» с харчевней и пивоварней. Впоследствии трактир переехал ближе к современной Кронштадтской площади. Так или иначе, но за данной местностью и за находившейся здесь усадьбой на Петергофской дороге закрепилось наименование «Ульянка».
Усадьба неоднократно переходила из рук в руки, пока, наконец, в 1806 году её хозяином не стал граф Николай Шереметев. Шереметевы владели Ульянкой вплоть до революции. Последний владелец, граф Александр Шереметев, основал в 1884 году пожарную команду, для которой на месте бывшего кабачка было построено депо. По соседству с имением находился храм святителя Петра Митрополита с небольшим кладбищем, а за имением — сад, переходивший в лес.
После революции на месте имения была образована школьная колония «Новь», ряд построек усадьбы был разрушен, но в целом она сохранилась. Возник вариант названия «Ульяновка», очевидно, связанный с именем В. И. Ленина (Ульянова), и просуществовавший до 1960-х годов.

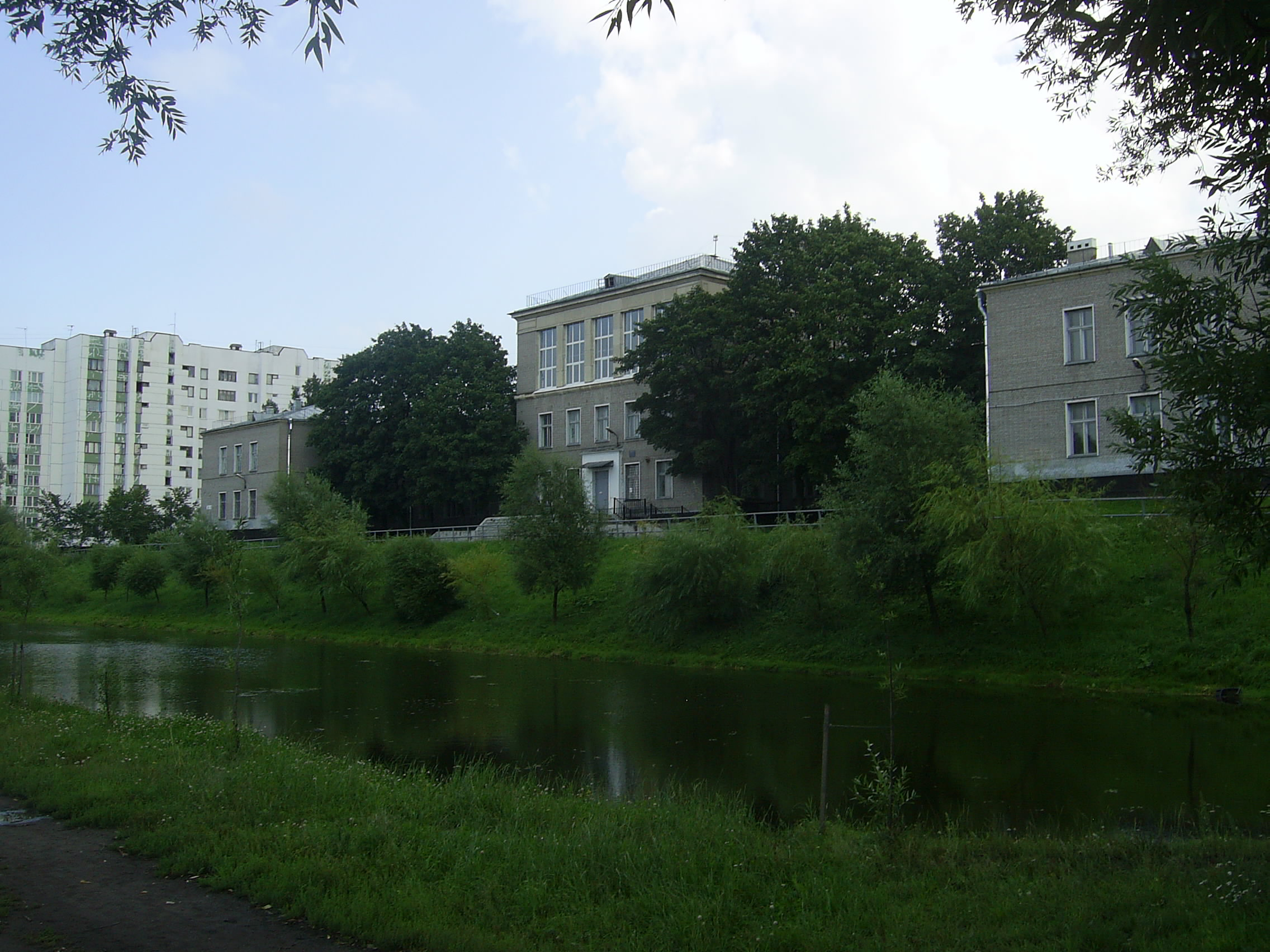
Здание на месте старинной усадьбы «Ульянка»

В годы Великой Отечественной войны Ульянка, как и другие южные предместья Ленинграда, была почти полностью разрушена. Господский дом усадьбы Шереметевых, пожарное депо и храм Петра Митрополита были уничтожены. В послевоенные годы на месте усадьбы было возведено здание школы № 456 (ныне — филиал Дворца детского и юношеского творчества Кировского района).
Интенсивная застройка, начавшаяся в 1960-х годах, привела к «переезду» топонима «Ульянка» в юго-западном направлении: новостройки у лесопарка Александрино и реки Новой были включены в одноимённый планировочный район. Теперь под Ульянкой понимается не территория у бывшей господской усадьбы (входящая в состав муниципального округа Дачное), а вся крайняя юго-западная часть современного Кировского района, включая территории бывших деревень Лигово и Новая.
Сейчас Ульянка полностью застроена и относится к спальным районам Санкт-Петербурга. Название «Ульянка» носят муниципальный округ № 26 и платформа Октябрьской железной дороги.

## Транспорт
Ульянка имеет сообщение с пригородами Санкт-Петербурга — Стрельной, Петергофом, Гатчиной и другими по Таллинскому и Петергофскому шоссе.

## Известные жители Ульянки
- Виктор Цой (проспект Ветеранов, дом 99[3])
- Михаил Жванецкий (улица Стойкости, дом 19[4])
- Лариса Луста[5]